# Technomyrmex wheeleri
Technomyrmex wheeleri är en myrart som först beskrevs av Carlo Emery 1912.  Technomyrmex wheeleri ingår i släktet Technomyrmex och familjen myror. Inga underarter finns listade i Catalogue of Life.